# روميان هوفسيفيان
روميان هوفسيفيان (13 نوفمبر 1991 بيريفان في أرمينيا - ) هو لاعب كرة قدم أرمني في مركز الوسط. شارك مع منتخب أرمينيا تحت 21 سنة لكرة القدم ومنتخب أرمينيا لكرة القدم. أما مع النوادي، فقد لعب مع بيونيك يريفان وميتالورغ دونيتسك ونادي بانانتس ونادي شيراك وFC Stal Kamianske ‏ وImpuls FC ‏.

## روابط خارجية
- روميان هوفسيفيان على موقع الاتحاد الأوربي (الإنجليزية)
- روميان هوفسيفيان على موقع اتحاد أوكرانيا (الإنجليزية)
- روميان هوفسيفيان على موقع قاعدة بيانات كرة القدم.إي يو (الإنجليزية)
- روميان هوفسيفيان على موقع ناشيونال فوتبول تيمز (الإنجليزية)
- روميان هوفسيفيان على موقع Soccerway.com (الإنجليزية)